# Granella di zucchero
La granella di zucchero è un prodotto ottenuto raffinando lo zucchero bianco utilizzato per decorare i dolci.

## Descrizione
Lo zucchero in granelli è grezzo, duro, opaco e non si scioglie alle temperature utilizzate per la cottura degli alimenti. Viene prodotto frantumando blocchi di zucchero bianco che vengono poi setacciati per ottenere frammenti di un determinato diametro. La granella di zucchero può anche essere prodotta tramite un processo di estrusione.

## Diffusione
In Scandinavia, il pärlsocker viene comunemente utilizzato per insaporire e decorare svariati dolci fra cui biscotti, bulle svedesi, pulla finlandesi, muffin, kanelbulle e chokladboll. La granella di zucchero è conosciuta in Svezia con il nome pärlsocker ("zucchero perlato"), in Finlandia raesokeri ("zucchero di grandine") o, più raramente, helmisokeri ("zucchero di perle") mentre in altri paesi scandinavi viene denominato perlesukker. In Germania è noto come hagelzucker e tipicamente utilizzato su biscotti natalizi e panini dolci alla cannella. In Belgio, la granella di zucchero viene usata nei waffle di Liegi, mentre in Frisia è usato per preparare i suikerbrood. In Francia, i granelli di zucchero sono usati per cucinare le chouquette.